# Indian Country Today
Indian Country Today est une publication hebdomadaire qui se définit comme étant « The Nations' Leading American Indian News Source. » (« La principale source nationale d'information indienne »). Traitant essentiellement des nouvelles intéressant la communauté amérindienne des États-Unis, l'hebdomadaire a été fondé en 1981. 